# Masonic Hall, Monmouth
A Masonic Hall (angolul: Szabadkőművesek csarnoka) II. kategóriás brit műemlék épület (British Listed Building) a walesi Monmouth városban. Az épületet George Vaughan Maddox tervezte. A feltételezések szerint az egykori városkapu, a Monk’s Gate helyén áll. 1864 előtt, mielőtt átalakították volna a szabadkőművesek számára, az épületben a Monk Street Theatre nevű színház üzemelt. Az épületben székelő szabadkőműves páholy a legrégebbi még létező Monmouthshire területén.

## Leírása
A Masonic Hall 19. századi műemlék épület a Monk Street mentén. Az épületet George Vaughan Maddox tervezte, felhasználva korábbi terveit a helyi metodista templom számára. Az 1846-ban megépült Masonic Hall homlokzata neoklasszicista stílusjegyeket visel magán. Palatető borítja. A két szintes épület homlokzatán aszimmetrikusan, emeletenként öt-öt ablak található, kettő a bejárat bal, három a jobb oldalán. Az emeleti szinten, a bejárat fölött egy hatodik, magasabb ablak található. A külső falakat durva vakolat borítja. A szabadkőművesek jelképe, a szögmérő szárai felé helyezett körző a két szimmetrikusan elhelyezett oldalbejárat felett látható.

## Eredete
Az épület az egykori városkapu, a Monk’s Gate helyén épült fel, erre utal a bejárat előtti íves falmaradvány. Az egykori kapu megjelenik John Speed 1610-es várostérképén is, s valószínűleg az 1300-as években épült a város köré épült falakkal egy időben. A kaput 1710-ben bontották el. Helyén 1838 és 1844 között a Monk Street Theatre állt. Ezt alakította át Maddox 1846-ban a szabadkőműves páholy számára. Az új neoklasszicista homlokzat mögött megmaradt az egykori színházi kialakítás.

## A szabadkőműves páholy
A szabadkőművesek első monmouthshire-i páholyát 1753-ban hívták életre. Ez volt az egyike a legrégebbieknek a grófságban. Gyűléseiket eleinte a Crown and Thistle Inn fogadóban tartották. Ez a páholy azonban nem maradt fenn. 1839-ben alapították meg az újabb páholyt (457-es számút, eredetileg 671-t). Ez napjainkban is létezik. Ez volt az első épület, amelyet kizárólag a szabadkőművesek számára építettek.

## Gyújtogatás
2005 áprilisában a Masonic Hall tűz martalékává vált. A csarnok ekkor nem csak a szabadkőműves páholy találkozó helye volt, hanem a gondonok lakása is, aki szerencsére el volt utazva a tűz kitörésekor. A rendőrségi vizsgálatok szerint szándékos gyújtogatás áldozata lett az épület és egy helyi férfit ennek vádjával le is tartóztattak. Az épületet azóta helyreállították. Az épület továbbra is használatban van. 2011 szeptemberében részt vett az „Open Doors 2011, European Heritage Days in Wales” eseményben, amelynek keretén belül a közönség számára egyébként zárt épületekbe nyerhettek betekintést az érdeklődők. A helyi esemény az „Open Doors in Monmouth” nevet viselte és közel húsz épület, köztük a Masonic Hall is megnyitotta kapuit a számos érdeklődő előtt.

## Fordítás
- Ez a szócikk részben vagy egészben  a   Masonic Hall, Monmouth című angol Wikipédia-szócikk ezen változatának fordításán alapul.  Az eredeti cikk szerkesztőit annak laptörténete sorolja fel. Ez a jelzés csupán a megfogalmazás eredetét és a szerzői jogokat jelzi, nem szolgál a cikkben szereplő információk forrásmegjelöléseként.